# Michail Israiljewitsch Nepomnjaschtschi
Michail Israiljewitsch Nepomnjaschtschi (russisch Михаил Израильевич Непомнящий, beim Weltschachbund FIDE Mikhail I. Nepomnishay; * 30. Januar 1949 in Leningrad) ist ein russischer Schachspieler.

## Leben
Nepomnjaschtschi fing mit sieben Jahren mit dem Schach an. Er besuchte die Schachsektion im Leningrader Pionierpalast und gewann 1965 die Jugendmeisterschaft seiner Heimatstadt. Im nächsten Jahr spielte er in der sowjetischen Jugendmeisterschaft in Moskau mit. Der erste Platz ging an Michail Steinberg, Nepomnjaschtschi teilte sich mit 4,5 Punkten aus 9 den 15.–18. Platz. Nach der Schule absolvierte er ein Studium der Betriebswirtschaft am Leningrader Schiffbauinstitut und war als Ingenieur tätig.
1971 wurde ihm für seine gute Leistung in der Leningrader Burewestnik-Meisterschaft 1970 der Titel Meister des Sports der UdSSR verliehen. 1973 bestritt er mit Alexander Kotschijew, Mark Taimanow, Igor Iwanow und weiteren Spielern das traditionsreiche Wetscherni Leningrad-Blitzturnier. Dieses gewann Nepomnjaschtschi, gefolgt von Kotschijew, mit 13 Punkten aus 17. Er nahm an mehreren Stadtmeisterschaften teil und wurde Fünfter 1982. In der zweiten Meisterschaft der Vereine der UdSSR 1990 belegte er mit Plastpolymer Leningrad den fünften Platz.
Nach dem Zerfall der Sowjetunion vertrat Nepomnjaschtschi den Russischen Schachverband. Beim zweiten Petrow-Gedenkturnier 1996 in Sankt Petersburg teilte er sich den vierten Platz mit Juri Balaschow, Wladimir Anatoljewitsch Burmakin und anderen Spielern. Im Match Sankt Petersburg gegen Paris (Sankt Petersburg, 1996) kam er auf fünf Punkte aus neun Partien. Im selben Jahr wurde er Internationaler Meister. Anfang 2000 zog Nepomnjaschtschi in die Vereinigten Staaten und spielte dort in einigen kleineren Turnieren mit. Er lebt in North Carolina.
Nepomnjaschtschis Elo-Zahl beträgt 2446, er wird jedoch als inaktiv geführt, da er seit dem im Juli 2005 in Greensboro (North Carolina) ausgetragenen Lipkin/Pfefferkorn Open keine gewertete Partie mehr gespielt hat. Seine höchste Elo-Zahl von 2480 erreichte er im Juli 1996.